# وقت لي وحدي (فلم)
وقت لي وحدي (بالإنجليزية: Me Time) هو فيلم كوميدي أمريكي لعام 2022، من تأليف وإخراج جون هامبورغ، ومن بطولة كيفن هارت ومارك والبيرغ وريجينا هول، تم إصداره في 26 أغسطس 2022 بواسطة نتفليكس.ref>

## طاقم التمثيل
- كيفن هارت في دور سوني فيشر
- مارك والبيرغ في دور هاك ديمبو
- ريجينا هول بدور مايا فيشر
- جيمي أو يانغ في دور ستان بيرمان
- لويس جيراردو مينديز في دور أرماندو زافالا
- أندرو سانتينو في دور آلان غيلر
- جون أموس في دور غيل
- آنا ماريا هورسفورد بدور كوني
- سيل

## روابط خارجية
- مقالات تستعمل روابط فنية بلا صلة مع ويكي بيانات